# آب‌انبار دهنو
آب‌انبار دهنو مربوط به دوره قاجار است و در میبد، محله ده آباد، جنب مسجد جامع ده آباد واقع شده و این اثر در تاریخ ۱۸ شهریور ۱۳۸۷ با شمارهٔ ثبت ۲۳۲۰۱ به‌عنوان یکی از آثار ملی ایران به ثبت رسیده است.